# Wereldbeker veldrijden 2006-2007
Dit is een overzicht van de resultaten in de wereldbekerwedstrijden veldrijden van het seizoen 2006-2007.
Net zoals de voorgaande seizoenen waren de Belgen het sterkst in de wereldbeker met negen overwinningen op elf. Sven Nys was opnieuw de renner met de meeste overwinningen, namelijk zeven. Bart Wellens en Erwin Vervecken zorgden voor de andere Belgische overwinningen. Dit seizoen waren er ook twee overwinningen voor niet-Belgen, Radomír Šimůnek jr. in in zijn thuisland Tsjechië en Francis Mourey in het Italiaanse Treviso.
De wereldbeker bestond uit de volgende categorieën:
- Mannen elite: 23 jaar en ouder (geen klassement)
- Vrouwen elite: 17 jaar en ouder (geen klassement)
- Mannen beloften: 19 t/m 22 jaar
- Jongens junioren: 17 t/m 18 jaar

## Mannen elite

### Kalender en podia
| Datum      | Locatie     | Eerste              | Tweede         | Derde               |
| ---------- | ----------- | ------------------- | -------------- | ------------------- |
| 01/10/2006 | Aigle       | Sven Nys            | Bart Wellens   | Erwin Vervecken     |
| 22/10/2006 | Kalmthout   | Sven Nys            | Francis Mourey | Erwin Vervecken     |
| 28/10/2006 | Tábor       | Radomír Šimůnek jr. | Bart Wellens   | Erwin Vervecken     |
| 04/11/2006 | Treviso     | Francis Mourey      | Sven Nys       | Erwin Vervecken     |
| 12/11/2006 | Pijnacker   | Sven Nys            | Francis Mourey | Gerben de Knegt     |
| 25/11/2006 | Koksijde    | Sven Nys            | Bart Wellens   | Sven Vanthourenhout |
| 03/12/2006 | Igorre      | Sven Nys            | Bart Wellens   | Klaas Vantornout    |
| 08/12/2006 | Milaan      | Bart Wellens        | Sven Nys       | Sven Vanthourenhout |
| 26/12/2006 | Hofstade    | Erwin Vervecken     | Petr Dlask     | Thijs Al            |
| 14/01/2007 | Nommay      | Sven Nys            | Bart Wellens   | Gerben de Knegt     |
| 21/01/2007 | Hoogerheide | Sven Nys            | Petr Dlask     | Erwin Vervecken     |

### Eindklassement
Er was geen officieel eindklassement. 
Er konden punten verdiend worden voor de UCI-ranking. 

### Uitslagen
| #  | Naam                | Tijd    |
| -- | ------------------- | ------- |
| 1  | Sven Nys            | 1:05.05 |
| 2  | Bart Wellens        | + 0.09  |
| 3  | Erwin Vervecken     | + 0.12  |
| 4  | Gerben de Knegt     | + 0.16  |
| 5  | Enrico Franzoi      | + 0.32  |
| 6  | Francis Mourey      | + 0.39  |
| 7  | Zdeněk Mlynář       | + 0.51  |
| 8  | Christian Heule     | + 0.58  |
| 9  | Zdeněk Štybar       | zt      |
| 10 | Richard Groenendaal | + 1.06  |

| #  | Naam                | Tijd    |
| -- | ------------------- | ------- |
| 1  | Sven Nys            | 1:03.25 |
| 2  | Francis Mourey      | + 0.16  |
| 3  | Erwin Vervecken     | + 1.01  |
| 4  | Sven Vanthourenhout | + 1.10  |
| 5  | Kamil Ausbuher      | + 1.15  |
| 6  | Gerben de Knegt     | + 1.20  |
| 7  | Steve Chainel       | + 1.28  |
| 8  | Klaas Vantornout    | + 1.36  |
| 9  | Christian Heule     | + 1.54  |
| 10 | Kevin Pauwels       | + 2.02  |

| #  | Naam                | Tijd    |
| -- | ------------------- | ------- |
| 1  | Radomír Šimůnek jr. | 1:03.40 |
| 2  | Bart Wellens        | + 0.10  |
| 3  | Erwin Vervecken     | + 0.35  |
| 4  | Klaas Vantornout    | zt      |
| 5  | Sven Nys            | zt      |
| 6  | Zdeněk Štybar       | zt      |
| 7  | Sven Vanthourenhout | + 0.45  |
| 8  | Kamil Ausbuher      | + 0.48  |
| 9  | Gerben de Knegt     | + 0.50  |
| 10 | Bart Aernouts       | + 0.56  |

| #  | Naam             | Tijd    |
| -- | ---------------- | ------- |
| 1  | Francis Mourey   | 1:06.10 |
| 2  | Sven Nys         | zt      |
| 3  | Erwin Vervecken  | zt      |
| 4  | Simon Zahner     | zt      |
| 5  | Bart Wellens     | zt      |
| 6  | Christian Heule  | zt      |
| 7  | Klaas Vantornout | zt      |
| 8  | Enrico Franzoi   | zt      |
| 9  | Steve Chainel    | zt      |
| 10 | John Gadret      | + 0.46  |

| #  | Naam                | Tijd    |
| -- | ------------------- | ------- |
| 1  | Sven Nys            | 1:06.55 |
| 2  | Francis Mourey      | + 0.30  |
| 3  | Gerben de Knegt     | + 0.40  |
| 4  | Richard Groenendaal | + 0.43  |
| 5  | Erwin Vervecken     | + 0.57  |
| 6  | Klaas Vantornout    | + 1.15  |
| 7  | John Gadret         | + 1.24  |
| 8  | Bart Aernouts       | + 1.29  |
| 9  | Sven Vanthourenhout | + 1.54  |
| 10 | Kevin Pauwels       | + 2.00  |

| #  | Naam                | Tijd    |
| -- | ------------------- | ------- |
| 1  | Sven Nys            | 1:04.32 |
| 2  | Bart Wellens        | + 0.54  |
| 3  | Sven Vanthourenhout | + 0.55  |
| 4  | Gerben de Knegt     | zt      |
| 5  | John Gadret         | + 1.07  |
| 6  | Klaas Vantornout    | + 1.16  |
| 7  | Thijs Al            | + 1.29  |
| 8  | Bart Aernouts       | + 1.40  |
| 9  | Kevin Pauwels       | + 1.43  |
| 10 | Christian Heule     | zt      |

| #  | Naam                | Tijd    |
| -- | ------------------- | ------- |
| 1  | Sven Nys            | 1:05.32 |
| 2  | Bart Wellens        | + 0.54  |
| 3  | Sven Vanthourenhout | + 1.08  |
| 4  | Gerben de Knegt     | + 1.22  |
| 5  | John Gadret         | + 1.32  |
| 6  | Klaas Vantornout    | + 1.39  |
| 7  | Thijs Al            | + 2.03  |
| 8  | Bart Aernouts       | zt      |
| 9  | Kevin Pauwels       | + 2.13  |
| 10 | Christian Heule     | + 2.24  |

| #  | Naam                | Tijd    |
| -- | ------------------- | ------- |
| 1  | Sven Nys            | 1:05.05 |
| 2  | Bart Wellens        | + 0.09  |
| 3  | Erwin Vervecken     | + 0.12  |
| 4  | Gerben de Knegt     | + 0.16  |
| 5  | Enrico Franzoi      | + 0.32  |
| 6  | Francis Mourey      | + 0.39  |
| 7  | Zdeněk Mlynář       | + 0.51  |
| 8  | Christian Heule     | + 0.58  |
| 9  | Zdeněk Štybar       | zt      |
| 10 | Richard Groenendaal | + 1.06  |

| #  | Naam                | Tijd    |
| -- | ------------------- | ------- |
| 1  | Erwin Vervecken     | 1:05.42 |
| 2  | Petr Dlask          | + 0.03  |
| 3  | Thijs Al            | zt      |
| 4  | Bart Aernouts       | + 0.08  |
| 5  | Sven Nys            | + 0.10  |
| 6  | Klaas Vantornout    | + 0.13  |
| 7  | Bart Wellens        | + 0.16  |
| 8  | Gerben de Knegt     | + 0.20  |
| 9  | Richard Groenendaal | + 0.30  |
| 10 | Sven Vanthourenhout | + 1.32  |

| #  | Naam                | Tijd    |
| -- | ------------------- | ------- |
| 1  | Sven Nys            | 1:02:10 |
| 2  | Bart Wellens        | +00:02  |
| 3  | Gerben de Knegt     | +00:08  |
| 4  | Richard Groenendaal | +00:22  |
| 5  | Petr Dlask          | +00:24  |
| 6  | John Gadret         | +00:24  |
| 7  | Erwin Vervecken     | +00:29  |
| 8  | Christian Heule     | +00:32  |
| 9  | Thijs Al            | +00:38  |
| 10 | Kevin Pauwels       | +00:39  |

| #  | Naam            | Tijd    |
| -- | --------------- | ------- |
| 1  | Sven Nys        | 1:06.47 |
| 2  | Petr Dlask      | + 1.37  |
| 3  | Erwin Vervecken | + 1.56  |
| 4  | Enrico Franzoi  | + 2.01  |
| 5  | Christian Heule | + 2.18  |
| 6  | John Gadret     | + 2.36  |
| 7  | René Birkenfeld | + 2.45  |
| 8  | Simon Zahner    | + 2.55  |
| 9  | Jonathan Page   | + 3.07  |
| 10 | Ryan Trebon     | + 3.21  |

## Vrouwen elite

### Kalender en podia
| Datum      | Locatie     | Eerste             | Tweede               | Derde                |
| ---------- | ----------- | ------------------ | -------------------- | -------------------- |
| 22/10/2006 | Kalmthout   | Hanka Kupfernagel  | Marianne Vos         | Helen Wyman          |
| 04/11/2006 | Treviso     | Marianne Vos       | Hanka Kupfernagel    | Birgit Hollmann      |
| 12/11/2006 | Pijnacker   | Hanka Kupfernagel  | Daphny van den Brand | Birgit Hollmann      |
| 26/12/2006 | Hofstade    | Hanka Kupfernagel  | Birgit Hollmann      | Daphny van den Brand |
| 14/01/2007 | Nommay      | Laurence Leboucher | Maryline Salvetat    | Hanka Kupfernagel    |
| 21/01/2007 | Hoogerheide | Hanka Kupfernagel  | Marianne Vos         | Helen Wyman          |

### Eindklassement
Er was geen officieel eindklassement. 
Kampioenschappen:  Wereldkampioenschappen · 
 Europese kampioenschappen · 
 Belgische kampioenschappen · 
 Nederlandse kampioenschappen
Klassementen:  Wereldbeker · 
 Superprestige · 
 GvA Trofee · 
 Budvar Cup · 
 Challenge national
1993-1994 · 1994-1995 · 1995-1996 · 1996-1997 · 1997-1998 · 1998-1999 · 1999-2000 · 2000-2001 · 2001-2002 · 2002-2003 · 2003-2004 · 2004-2005 · 2005-2006 · 2006-2007 · 2007-2008 · 2008-2009 · 2009-2010 · 2010-2011 · 2011-2012 · 2012-2013 · 2013-2014 · 2014-2015 · 2015-2016 · 2016-2017 · 2017-2018 · 2018-2019 · 2019-2020 · 2020-2021 · 2021-2022 · 2022-2023 · 2023-2024 · 2024-2025